# TO1
 (septembre 2023).
TO1 (Together as one) (Hangeul: 티오원), anciennement TOO (Ten Oriented Orchestra), est un groupe sud-coréen de K-pop sous WAKE ONE Entertainment. Il est formé en 2020 à la suite d'une émission de survie musicale nommée WORLD KLASS. Il est composé de dix membres: Jaeyun, Chihoon, Donggeon, Chan, Jisu, Minsu, J.You, Kyungho, Jerome et Woongi. Chihoon quitte néanmoins le groupe en avril 2022 suivie pas longtemps après par Minsu, Jérome et Woonggi en juin 2022, le groupe accueillera en même temps 3 nouveau membres dont Renta et Daigo, anciens participants de Produce 101 JAPAN saison 2 et le membre le plus jeune Yeo Jeong.
Ils font leur début sous n.CH Entertainment et Stone Entertainment le 1er Avril 2020 avec leur 1er album « REASON FOR BEING: 仁 (Benevolence) »
Ils annoncent leur changement de nom durant la KCON: TACT 3, le 28 mars 2021, passant de TOO à TO1.
Le contract de TO1 avec son label arrivera à son terme le 31 décembre 2023, provoquant la dissolution du groupe.

## Formation

### 2020: débuts et ROAD TO KINGDOM
Le 20 mars, il est annoncé que le groupe rejoindrait la concours de télé-réalité de Mnet ROAD TO KINGDOM. Ils ont été le 2e groupe éliminé dans le 7e épisode.
Le groupe fait ses débuts avec son premier mini album REASON FOR BEING: Benevolence le 1re avril, avec la chanson titre « magnolia ».
Le 15 juillet le groupe fait son retour avec leur 2e mini album RUNNING TOOGETHER, avec comme chanson titre « Count 1, 2 ».
Le 13 août, lors des Soribada Awards 2020 TOO remporte le prix du « New Artist Award », leur premier prix de recrue depuis leurs débuts .

### 2021: Reformation, RE:BORN et RE:ALIZE
Le 13 janvier, CJ ENM et n.CH Entertainment ont été impliqués dans des conflits de gestion, où CJ ENM aurait résilié leur contrat de gestion avec n.CH Entertainment. Un jour plus tard, n.CH Entertainment a répondu que leur contrat avait pas été officiellement signé depuis des mois et quaucune dépense n’avait été payée depuis août 2020.
Il a été annoncé le 28 mars que le groupe avait changé son nom de TOO à TO1
TO1 a fait ses débuts avec son premier EP RE:BORN le 20 mai, avec la chanson titre « son of beast ». 
Le groupe sera géré sous le label musical de CJ ENM, WAKE ONE Entertainment .
Le 4 novembre, TO1 sortent leur premier album RE:ALIZE avec la chanson titre « No more X »

## Membres

### Anciens membres
| Nom de scène | Nom de scène | Nom de naissance   | Nom de naissance | Date de naissance | Nationalité | Date de départ    |
| Romanisé     | Coréen       | Romanisé           | Cor./Jap.        | Date de naissance | Nationalité | Date de départ    |
| ------------ | ------------ | ------------------ | ---------------- | ----------------- | ----------- | ----------------- |
| Chihoon      | 치훈         | Choi Chi-hoon      | 최치훈           | 27 avril 1999     | Sud-coréen  | 30 avril 2022     |
| Donggeon     | 동건         | Song Dong-geon     | 송동건           | 15 juillet 1999   | Sud-coréen  | 31 décembre 2023  |
| Chan         | 찬           | Cho Chan-hyuk      | 초 찬윸          | 8 décembre 1999   | Sud-coréen  | 31 décembre 2023  |
| Jisu         | 지수         | Choi Ji-su         | 최 지수          | 19 janvier 2000   | Sud-coréen  | 31 décembre 2023  |
| Minsu        | 민수         | Kim Minsu          | 킴 민수          | 20 mars 2000      | Sud-coréen  | 17 juin 2022      |
| Jaeyun       | 재윤         | Lee Jae-yun        | 이재윤           | 16 août 2000      | Sud-coréen  | 31 décembre 2023  |
| J.You        | 재이유       | Kim Je-you         | 킴 제유          | 2 novembre 2000   | Sud-coréen  | 31 décembre 2023  |
| Kyungho      | 큥호         | Jang Kyung-ho      | 장 큥호          | 7 mai 2001        | Sud-coréen  | 31 décembre 2023  |
| Jerome       | 제롬         | Oh Seung-min       | 옿 승민          | 25 août 2001      | Sud-coréen  | 17 juillet 2022   |
| Daigo        | 다이고       | Kobayashi Daigo    | こばやしだいご   | 21 janvier 2002   | Japonais    | 31 décembre 2023  |
| Woonggi      | 웡기         | Cha Woong-gi       | 차 웡기          | 23 avril 2002     | Sud-coréen  | 17 juin 2022      |
| Renta        | 렌타         | Nishijima Renta    | にしじまれんた   | 16 février 2003   | Japonais    | 22 septembre 2023 |
| Yeojeong     | 여정         | Jeon Yeo-yeo-jeong | 전여여정         | 29 janvier 2005   | Sud-coréen  | 31 décembre 2023  |

## Discographie

### Mini-albums
| Année | Titre                          | Détails                                                         |
| ----- | ------------------------------ | --------------------------------------------------------------- |
| 2020  | Reason for Being : Benevolence | - Date de sortie : 1er avril 2020 - Label : n.CH Entertainment  |
| 2020  | Running TOOgether              | - Date de sortie : 15 juillet 2020 - Label : n.CH Entertainment |
| 2021  | Re:Born                        | - Date de sortie : 20 mai 2021 - Label : WakeOne                |
| 2021  | Re:Alize                       | - Date de sortie : 4 novembre 2021 - Label : WakeOne            |
| 2022  | Why Not???                     | - Date de sortie : 28 juillet 2022 - Label : WakeOne            |
| 2022  | Up2U                           | - Date de sortie : 23 novembre 2022 - Label : WakeOne           |

## Distinctions
| Cérémonie                    | Année | Catégorie                        | Nommé/Œuvre | Résultat   | Réf.   |
| ---------------------------- | ----- | -------------------------------- | ----------- | ---------- | ------ |
| Asia Artist Awards           | 2020  | Male Singer Popularity Award     | TOO         | Nomination | [ 6 ]  |
| Korea First Brand Awards     | 2020  | New Male Artist Award            | TOO         | Nomination | [ 7 ]  |
| Soribada Best K-Music Awards | 2020  | Rookie Award                     | TOO         | Lauréat    | [ 8 ]  |
| Mnet Asian Music Awards      | 2020  | Best New Male Artist             | TOO         | Nomination | [ 9 ]  |
| Mnet Asian Music Awards      | 2020  | Artist of the Year               | TOO         | Nomination | [ 9 ]  |
| Mnet Asian Music Awards      | 2020  | Worldwide Icon of the Year       | TOO         | Nomination | [ 9 ]  |
| Golden Disc Awards           | 2021  | Rookie Artist of the Year        | TOO         | Nomination | [ 10 ] |
| Asia Artist Awards           | 2021  | Male Idol Group Popularity Award | TO1         | En attente | [ 11 ] |